# Giro di Romagna 1926
Il Giro di Romagna 1926, undicesima edizione della corsa, si svolse il 20 giugno 1926 su un percorso di 285 km. La vittoria fu appannaggio dell'italiano Costante Girardengo, che completò il percorso in 10h34'00", precedendo i connazionali Pietro Linari e Alfredo Binda.
I corridori che tagliarono il traguardo di Lugo furono 29.

## Ordine d'arrivo (Top 10)
| Pos. | Corridore           | Squadra         | Tempo     |
| ---- | ------------------- | --------------- | --------- |
| 1    | Costante Girardengo | Wolsit-Pirelli  | 10h34'00" |
| 2    | Pietro Linari       | Legnano-Pirelli | s.t.      |
| 3    | Alfredo Binda       | Legnano-Pirelli | s.t.      |
| 4    | Giovanni Brunero    | Legnano-Pirelli | s.t.      |
| 5    | Arturo Bresciani    | Bianchi         | s.t.      |
| 6    | Antonio Negrini     | Wolsit-Pirelli  | s.t.      |
| 7    | Pietro Bestetti     | Wolsit-Pirelli  | s.t.      |
| 8    | Leonida Frascarelli | Legnano-Pirelli | s.t.      |
| 9    | Angelo Gremo        | Météore-Wolber  | s.t.      |
| 10   | Marco Giuntelli     | -               | s.t.      |